# Caseyville
Caseyville est une petite ville des États-Unis, située dans le comté de Saint Clair et l'État de l'Illinois.

## Géographie
Caseyville est siituée à 38° 37' 59" de latitude Nord et 90° 1' 58" de longitude Ouest.

## Démographie
Selon les données du Bureau de recensement des États-Unis, Caseyville était peuplée :
- de 4 419 habitants en 1990 (recensement) ;
- de 4 310 habitants en 2000 (recensement) ;
- de 4 257 habitants en 2006 (estimation).